# Diguetia dialectica
Pour les articles homonymes, voir Dialectica (homonymie).
Espèce
Diguetia dialectica est une espèce d'araignées aranéomorphes de la famille des Diguetidae.

## Distribution
Cette espèce est endémique du Mexique. Elle se rencontre en Basse-Californie du Sud et en Basse-Californie.

## Description
La femelle holotype mesure 5 mm.
Le mâle décrit par Gertsch en 1958 mesure 5,3 mm et la femelle 5,7 mm.
Les mâles mesurent de 4,4 à 6,0 mm et les femelles de 6,5 à 9,3 mm.

## Systématique et taxinomie
Cette espèce a été décrite par Chamberlin en 1924. Elle est considérée comme une sous-espèce de Diguetia canities par Gertsch en 1958 puis élevée au rang d'espèce par Jiménez, Cardiel et Chamé-Vázquez en 2022.

## Publication originale
- Chamberlin, 1924 : « The spider fauna of the shores and islands of the Gulf of California. » Proceedings of the California Academy of Sciences, vol. 12, p. 561-694 (texte intégral).